# Perdiu de mar grisa
La perdiu de mar grisa (Glareola cinerea) és una espècie d'ocell de la família dels glareòlids (Glareolidae) que habita rius tranquils amb bancs de sorra, a la llarga dels rius Niger i Volta, Llac Txad i Àfrica central, des de Ghana fins al nord d'Angola.